# Theodor Hausmann
Theodor Hausmann, osb, né le 12 juillet 1963 à Augsbourg, est le dixième abbé de l'abbaye Saint-Étienne d'Augsbourg.

## Biographie
Theodor Hausmann étudie au Gymnasium bei St. Stephan dirigé par les bénédictins de Saint-Étienne et y passe son Abitur (baccalauréat). Il entre comme novice à l'abbaye en 1983. Il y est professeur de religion et d'histoire à partir de 1990. Il est ordonné à la prêtrise en 1991 par Mgr Stimpfle.
Après la démission en mai 2006 du père-abbé Emmeran Kränkl, il devient prieur-administrateur de l'abbaye. Il est élu abbé par le chapitre, en mai 2009. Il reçoit la bénédiction abbatiale par Mgr Mixa, évêque d'Augsbourg, le 3 juillet 2009, en la cathédrale Notre-Dame d'Augsbourg. La devise du P. Hausmann est: « Deus Salvator meus et non timebo. » (Isaïe, 12,2).

## Source
- (de) Cet article est partiellement ou en totalité issu de l’article de Wikipédia en allemand intitulé « Theodor Hausmann » (voir la liste des auteurs).